# Burgruine Lichtenberg
Die Burgruine Lichtenberg ist eine verfallene Höhenburg in Lichtenberg in der Gemeinde Prad (Südtirol). Die Burgruine liegt oberhalb des Dorfes und bot den damaligen Herren einen guten Ausblick in den Vinschgau und zur Churburg im benachbarten Schluderns.

## Geschichte

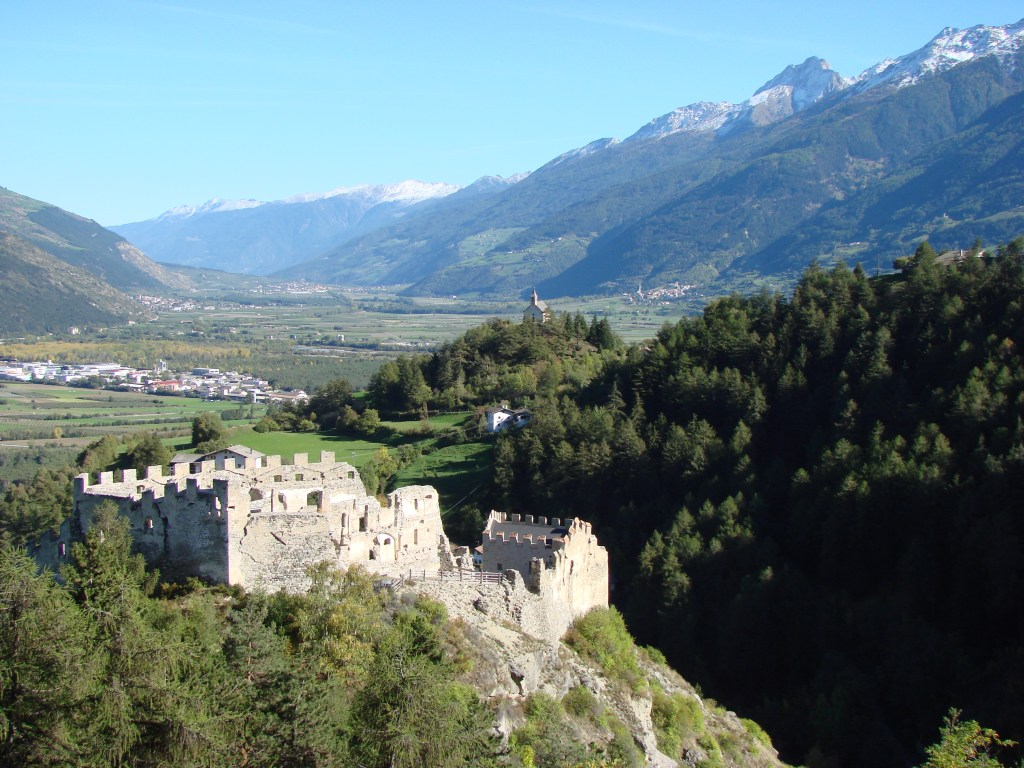
Ausblick in den Vinschgau mit der 1575 eingeweihten St.-Christina-Kapelle im Hintergrund

Erstmals 1259 wird die Burg als landesfürstlicher Besitz der Grafen von Tirol genannt, scheint aber bereits um 1200 von den Vögten von Matsch als adeliger Stützpunkt gegründet worden zu sein. Um 1315 wurde die Anlage ausgebaut und die Burghut von den Tirolern den Herren von Lichtenberg anvertraut, die sie um 1400 mit berühmt gewordenen heldenepischen Fresken ausstatten ließen. Sie stellen neben dem Freskenzyklus auf Schloss Runkelstein den bedeutendsten Profanzyklus im Tiroler Raum dar, wurden zwischen 1908 und 1912 wegen Gefährdung abgenommen und in das Tiroler Landesmuseum nach Innsbruck gebracht. Einige wenige Fresken verblieben in der Kapelle der Ruine und wurden 2006 restauriert. Bei Grabungen seit 1994 wurden einige bedeutende Fragmente von abgefallenen Fresken wieder geborgen. Aus dem Jahr 1431 liegt ein umfassendes Inventar der Burg vor.
Seit dem frühen 16. Jahrhundert war Lichtenberg im Besitz der Herren bzw. seit 1573 Freiherren und seit 1630 Grafen Khuen von Belasy. Sie hatten die Burg 1513 von den Herren von Spaur erworben. Auf dem der Burg benachbarten Hügel von St. Christina ließen die Khuen-Belasy 1575 eine Gedächtniskapelle erbauen. In einem „Spaunbrief“ von 1493 wurden die Rechte und Pflichten zwischen den Herren von Stilfs und Burg Lichtenberg festgelegt. Darin wurden beispielsweise die geforderten Abgaben, Jagdverbote und Weideregeln festgehalten. Das 1993 gegründete Kuratorium Schloss Lichtenberg setzte sich primär zum Ziel, die Burgruine Lichtenberg zu erhalten, zu sanieren und vor dem Verfall zu retten. Nach Abschluss der Arbeiten soll das Schloss für kulturelle Veranstaltungen genutzt werden, die der Allgemeinheit zugänglich sind.